# Disco
 For alternative betydninger, se Disko (flertydig). (Se også artikler, som begynder med Disko)
Disco er en musikgenre, der startede i USA begyndelsen af 1970'erne.
Discobølgen bredte sig til hele verden, og omkring fænomenet 'disco' opstod en hel kultur, der blandt andet indeholdt sex, glitter, euforiserende stoffer og dans. Kulturens tilhængere gik under navnet diskere. Orkestreringen har rødder i Philadelphia soul.
Det var i forbindelse med disco-musikkens indtog, at diskoteker skød frem overalt i det moderne samfund. Det, der i dag regnes som det absolut største, var Studio 54 i New York. I Danmark var Daddy's i København blandt de første diskoteker.
Discoen havde sin storhedstid fra omkring 1977 – ca. 1982, herefter faldt populariteten for disco ligeså stille, efter sigende pga. økonomiske bagmænd i musikbranchen. Diskoen har siden midten af 90erne steget i popularitet igen, men er ikke på niveau med tidligere tiders storhedstid, men det voksende antal af decideret disko eller diskoinspireret musik er bekræftende for udviklingen.
I Danmark var et orkester som Night Fever (1992 til 2010) et eksempel på denne nykomne interesse op mod årtusindskiftet.
De første diskohits var langsomme, med cirka 90-110 bpm (beats per minute, slag pr. minut). Senere blev diskomusikken hurtigere, 110-140 bpm, og numrene længere. Standarden var nu 3 minutter.
Diskomusikken er dansemusik. I dag findes der sportsdans, der kaldes diskodans, hvor der bliver holdt nationale mesterskaber samt europa- og verdensmesterskaber.
Diskomusikken er forgængeren til dagens techno, dance og house

## Kendte diskomusikere og -bands
- ABBA
- Alcazar
- Bee Gees
- Sophie Ellis Bextor
- Boney M
- Tina Charles
- Ottawan
- Chic
- Earth, Wind & Fire
- Yvonne Elliman
- Gloria Gaynor
- Michael Jackson
- KC and the Sunshine Band
- Kool & the Gang
- Donna Summer
- The Trammps

## Stavemåde
Trods det, at det ordet disko stammer fra engelsk, hvor det staves disco, staves det disko på dansk, ifølge Retskrivningsordbogen fra Dansk Sprognævn.

## Genrer, med rødder i Discoen
- Hi-NRG (High Energy) – Engelsk/Amerikansk musik, med rytmer der leder tankerne tilbage til discoen 1980 – 1988
- Italo disco – Italiensk synthesizer-præget lyd, der havde sin storhedstid ml. 1983 – 1988
- Techno – Rytmisk, hårdt pumpende musik stil, med rødder direkte i diskogenren – både stilmæssigt, og kulturen omkring